# Entrenador del Año de la BNXT League
El premio al Entrenador del Año de la BNXT League se otorga anualmente al final de la temporada regular de la BNXT League, que es la liga de baloncesto profesional más importante de Bélgica y los Países Bajos. Este premio se otorga al entrenador que ha logrado los resultados más destacados con el talento a su disposición. Este premio se otorga tanto a un entrenador belga como a uno holandés.
El premio actual, otorgado por la Liga BNXT, comenzó cuando comenzó esa liga, con la temporada 2021-22.
A partir de la temporada 2024-25, solo se anunciará un entrenador del año cada año, en lugar de dos entrenadores separados de ambos países.

## Ganadores del Premio al Entrenador del Año de la BNXT League (2022–presente)
| ^              | Denota jugador todavía activo en la BNXT League                                  |
| *              | Elegido para el FIBA Hall of Fame                                                |
| dagger         | Denota entrenador que ganó el campeonato ese año                                 |
| Entrenador (X) | Denota el número de veces que el entrenador ganó el galardón                     |
| Equipo (X)     | Denota el número de veces que un entrenador de ese equipo ha logrado el galardón |

| Temporada | País         | Entrenador        | Nacionalidad | Equipo                 | Ref.  |
| --------- | ------------ | ----------------- | ------------ | ---------------------- | ----- |
| 2021–22   | Bélgica      | Kristof Michiels^ | Bélgica      | Kangoeroes Mechelen    | [ 1 ] |
| 2021–22   | Países Bajos | Geert Hammink     | Países Bajos | ZZ Leiden              | [ 1 ] |
| 2022–23   | Bélgica      | Ivica Skelin^     | Bélgica      | Telenet Giants Antwerp | [ 1 ] |
| 2022–23   | Países Bajos | Doug Spradley^    | Países Bajos | ZZ Leiden (2)          | [ 1 ] |
| 2023–24   | Bélgica      | Dario Gjergja^    | Bélgica      | Filou Oostende         | [ 2 ] |
| 2023–24   | Países Bajos | Radenko Varagić^  | Países Bajos | BAL                    | [ 2 ] |
| 2024–25   | –            | Johan Roijakkers^ | Bélgica      | House of Talents Spurs | [ 3 ] |